# Kärrspirejordloppa
Kärrspirejordloppa (Longitarsus holsaticus) är en skalbaggsart som först beskrevs av Carl von Linné 1758.  Kärrspirejordloppa ingår i släktet Longitarsus, och familjen bladbaggar. Arten är reproducerande i Sverige.